# Xylocopa tenuiscapa
Xylocopa tenuiscapa är en biart som beskrevs av John Obadiah Westwood 1840. Xylocopa tenuiscapa ingår i släktet snickarbin, och familjen långtungebin. Inga underarter finns listade i Catalogue of Life.